# Abdellatif Abdelhamid
Abdellatif Abdelhamid (en árabe: عبد اللطيف عبد الحميد‎ ;ALA-LC: Eabd Allatif Aabd Alhamid) (Homs, 5 de enero de 1954-15 de mayo de 2024) fue un actor, documentalista, guionista, escritor, y realizador de cine sirio.

## Filmografía[6]
- (أحلام المدينة) "Sueños de la ciudad" de Mohammad Malas, 1983, asistente de dirección.[7]

- Umniyat (Deseos; Wishes, 1983) (documental).

- Aydina (Nuestras Manos; Our Hands, 1982) (documental).

- (نجوم النهار) "Estrellas del día", actor en la película de Osama Mohammed. (1987)

- Layali Ibn Awah, (Noches de los Chacales; Nights of the Jackals, 1989).

- Rasael Shafahiyyah (Cartas Verbales; Verbal Letters, 1991).

- Suoud al-Matar (El ascenso de la lluvia; The Rise of Rain, 1994).

- Nassim al-Roh (Brisa del Alma; Soul Breeze, 1998).

- Qamaran wa Zaytouna (Dos Lunas y un Olivo; Two Moons and an Olive, 2001).

- Ma Yatlubuhu al-Musstamiun (A solicitud de nuestros oyentes; At Our Listeners’ Request, 2003).

- Hors réseau (Fuera de la red) (2007). El amigo íntimo de Amer, Zouhair, es sentenciado injustamente a diez años de prisión. Durante su ausencia, Amer se dedica por completo a la esposa y la hija de su amigo. Se encuentra con el amor y la pasión y abandona a su esposa. Cuando Zouhair reaparece, Amer se enfrenta a una violenta lucha interna. ¿Dejará que su amigo ocupe su lugar?[8]

- Kharej al-Taghtiya (Fuera de Cobertura; Out of Coverage, 2007).

- Out of Coverage (Fuera de Cobertura) (2008).

- أيام الضجر Días de Aburrimiento (2008).

- Ayam aldajar' (2009).

- September's Rain (Lluvia de septiembre) (2010).  Premio Especial del Jurado ex aequo[9]

- The Lover (El Amante) (2012).

- Me You Mother and Father (Yo tu madre y tu padre) (2016).

## Honores
Sus películas han ganado numerosos premios, comenzando por:
- Festival internacional de cine de Damasco (Primer premio final del Festival de Cine de Orán 2008, Su película "Días de aburrimiento" ganó el premio a la mejor película árabe en el XVI Festival de Cine de Damasco);
- Festival de cine de Carthage;
- Festival internacional de cine de Rabat.